# Otto Braun (Parteifunktionär)

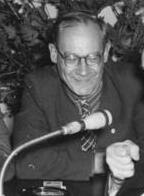
Otto Braun (Mitte), 1954

Otto Braun (* 28. September 1900 in Ismaning; † 15. August 1974 in Warna) war ein deutscher KPD-Funktionär und Schriftsteller. Als Militärberater der Kommunistischen Partei Chinas nahm er am Langen Marsch teil. Sein chinesischer Name lautet Li De oder Li Teh 李德. In der DDR war er von 1961 bis 1963 1. Sekretär des Schriftstellerverbandes.

## Leben
Er war der Sohn eines Buchhalters und einer Lehrerin. Obwohl seine Mutter noch lebte, wuchs er in einem Waisenhaus auf. In Pasing besuchte er von 1913 bis 1919 die Lehrerbildungsanstalt und schloss sich während des Ersten Weltkrieges der Jugendbewegung und nach Kriegsende der Freien Sozialistischen Jugend (FSJ) an. Noch kurz vor Ende des Ersten Weltkriegs wurde er mit 18 Jahren einberufen.
1919 trat er insgeheim der KPD bei und war bis 1926 verdeckt in ihrem Abwehr- und Nachrichtendienst und ab 1921 ebenso verdeckt auch als Redakteur der KPD-Presse tätig. Er war an der Errichtung der Münchner Räterepublik und 1921 an den mitteldeutschen Aufständen beteiligt.
Otto Braun, der bereits als junger Mann beträchtliche „Geheimratsecken“ aufwies und eine auffällige Harold-Lloyd-Brille trug, war unter verschiedenen Deck- und Aliasnamen wie „Oskar“, „Oskar Schumann“, „Langner“ und „Karl Wagner“ für den AM-Apparat der KPD tätig und arbeitete vermeintlich eng mit der geheimpolizeilichen Dienststelle des preußischen „Staatskommissars für die Überwachung der öffentlichen Ordnung“ zusammen. Später gründete er zur Tarnung seiner geheimdienstlichen Aktivitäten das „unabhängige“ Nachrichtenbüro Coruna, welches angeblich Nachrichten über die kommunistische Bewegung in Deutschland und im Ausland zur Weitergabe an die Presse sammelte.
1921 war Braun maßgeblich in die sogenannte Freyberg-Affäre in Berlin verwickelt, bei welcher als deutsche Geheimpolizisten getarnte Kommunisten einem exilrussischen Oberst Freyberg geheime militärische Papiere abnahmen, um sie der Sowjetunion zu übergeben. Braun geriet dabei erstmals unter ernsten Verdacht, mit den Kommunisten zusammenzuarbeiten, konnte sich aber rechtfertigen und weiterhin als strammer Rechter ausgeben. Spätestens ab 1925 arbeitete er auch für den sowjetischen militärischen Nachrichtendienst GRU. Als Braun 1926 einem Emissär der Kommunistischen Internationale (Komintern), dem Dänen Georg Laursen, gestohlene bzw. illegal beschaffte Dokumente der deutschen Geheimpolizei, u. a. über Aktivitäten des englischen Geheimdienstes in den westlichen Nachbarstaaten der Sowjetunion, verschaffte, wurde er schließlich nach mehrtägiger Observation am 30. September 1926 in Berlin verhaftet. Otto Braun saß dann von 1926 bis 1928 in Untersuchungshaft bzw. in Haft in Berlin-Moabit. Er wurde am 11. April 1928 in einer waghalsigen Aktion durch eine bewaffnete Gruppe von Kommunisten unter der Leitung seiner damaligen Lebensgefährtin Olga Benario befreit und emigrierte unverzüglich nach Moskau.

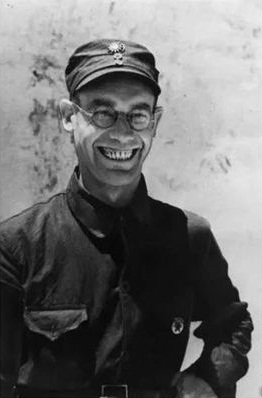
Otto Braun in China (zwischen 1937 und 1939)

Braun wurde 1928/29 Mitglied der Proletarischen Schützendivision und studierte bis 1932 an der Militärakademie „M.W. Frunse“. 1932 bis 1939 war er im Auftrag des militärischen Nachrichtendienstes GRU der Sowjetunion als militärischer Berater der Kommunistischen Internationale und hoher Offizier der Roten Bauernarmee in China. Da die Kommunistische Internationale mit den Guerrillataktiken Mao Zedongs nicht einverstanden war, sollte Otto Braun unter dem chinesischen Pseudonym „Li De“ die Armeeführung in eigene Hände übernehmen. 1934 erlitt die Rote Bauernarmee unter seiner Führung in offener Schlacht so gravierende Verluste, dass die Verteidigung des Hauptstützpunkts in Ruijin unmöglich erschien. Daher begann die chinesische Rote Armee den Langen Marsch, dessen einziger ausländischer Teilnehmer Braun war. Braun war in dieser Zeit mit einer Chinesin liiert. Otto Braun, der als „Aufpasser“ der Komintern für Mao Zedong bestimmt war, wurde ab 1934 von dem wesentlich gerissener agierenden Mao Zedong völlig ausgespielt, dem es auch gelang, das Vertrauen seiner sowjetischen Auftraggeber zu Otto Braun nachhaltig zu untergraben.
Braun unterlag nach seiner Rückkehr nach Moskau zwar keinen Repressalien, wurde aber trotz seiner militärischen Vorbildung und geheimdienstlichen Erfahrung nie wieder adäquat verwendet. 1939 bis 1941 arbeitete er als Redakteur und Übersetzer für den Verlag für fremdsprachige Literatur Moskau. Bis 1946 war er Polit-Instrukteur in verschiedenen Kriegsgefangenenlagern und Mitglied des Nationalkomitees Freies Deutschland. Danach lebte er als Übersetzer und seit 1951 freier Schriftsteller in Moskau und Krasnogorsk.
1954 kehrte er in die DDR zurück und wurde Mitglied der SED. Als wissenschaftlicher Mitarbeiter am Institut für Marxismus-Leninismus beim Zentralkomitee der SED war er der verantwortliche Redakteur für die deutsche Ausgabe der Werke Lenins. 1961 bis 1963 war er als Nachfolger von Erwin Strittmatter 1. Sekretär des Deutschen Schriftstellerverbandes. Im Rahmen der Polemik über die Generallinie 1959 bis 1964 übte Braun im Auftrag der SED-Führung heftige Kritik an der Politik der chinesischen Staats- und Parteiführung nach dem Bruch zwischen KPCh und KPdSU. Braun durfte zwecks „Entlarvung“ Mao Zedongs auch seine Chinesischen Aufzeichnungen (1932–1935) (Berlin 1975) veröffentlichen, in welchen er die politische Haltung Maos wie auch dessen persönliches Auftreten und dessen Lebensweise aufs Heftigste kritisiert.

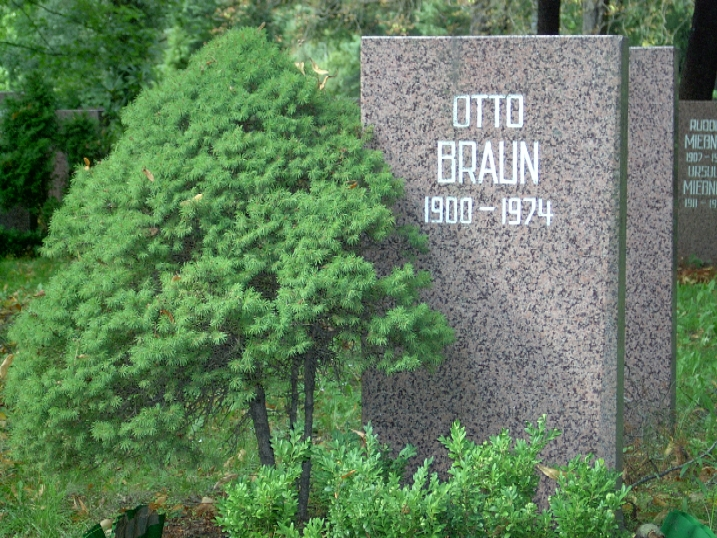
Grabstätte

Braun wurde 1960 mit dem Vaterländischen Verdienstorden in Silber und 1967 in Gold, 1969 mit dem Nationalpreis der DDR und 1970 mit dem sowjetischen Orden des Vaterländischen Krieges, dem Karl-Marx-Orden und der Lenin-Erinnerungsmedaille ausgezeichnet. Seine Urne wurde in der Grabanlage Pergolenweg des Berliner Zentralfriedhofs Friedrichsfelde beigesetzt.
Otto Braun starb am 15. August 1974 während eines Erholungsaufenthalts in Warna/Bulgarien.

## Schriften
- In der Münchner Freien Sozialistischen Jugend. In: Deutschlands junge Garde. Band I: Erlebnisse aus der Geschichte der Arbeiterjugendbewegung von den Anfängen bis zum Jahre 1945. Verlag Neues Leben, Berlin 1959, S. 147–154.
- Chinesische Aufzeichnungen (1932–1939). Dietz Verlag, (Ost)Berlin 1973. (Autobiographie seiner Zeit in China).